# Дридорф
Дридорф (нем. Driedorf) — община в Германии, в земле Гессен. Подчиняется административному округу Гиссен. Входит в состав района Лан-Дилль.  Население составляет 5064 человека (на 31 декабря 2010 года). Занимает площадь 47,55 км².